# Mondy Miklós
Mondy Miklós (Bély, 1898. október 13. – Dámóc, 1986. február 19.) görögkatolikus esperes, író.

## Életpálya
1898. október 13-án született Bély községben, az Osztrák–Magyar Monarchia területén, Mondy János és Kocska Veronika gyermekeként.
Középiskoláját Ungváron, majd a papi tanulmányait is ott, a püspöki Szemináriumban végezte el.
Felesége: Gombos Margit. 13 gyermekük született: Mária, Margit, János, Emília, Terézia, Miklós, Ágota, István, Anna, Klára, Erzsébet (ketten betegségben, csecsemőkorban meghaltak).
1922. november 1-jén Papp Antal munkácsi püspök szentelte görögkatolikus pappá Ungsasfalván.
1922-től 1929-ig Ungsasfalván, 1929-től 1940-ig Fancsikán, az Úr Felmagasztalása Templom lelkésze, 1940-től 1945-ig Beregszászon, a Szűz Mária örömhírvétele tiszteletére szentelt beregszászi templom parókusa.
1931-ben a „Kárpáti Figyelő” szerkesztője, ahol több publikációja is megjelent.
1935-ben tiszteletbeli esperesi, 1942-ben Beregszász kerületi esperesi kinevezést kapott.
Kárpátalja szovjet megszállását követően, felerősödtek a szovjet hatalom görögkatolikus egyház felszámolására tett törekvései, azaz a hívek és a papság beolvasztása a pravoszláv egyházba. (Ld. Botlik, 2010)
Miután a szovjet hatóságok erőszakos fellépése ellenére nem volt hajlandó áttérni a pravoszláv vallásra és annak egyházába, azaz kiállt görögkatolikus hite és egyháza mellett, 1945. november 12-én a szovjet hatóságok letartoztatták.
Az USZSZK Büntető Törvénykönyve 54. § 10. cikkelyének 2. része, valamint a 13. Cikkely alapján tíz évi javító munkatáborra, 5 évi polgári jogfosztásra és vagyonelkobzásra ítélték. Büntetését a Gulágon: egy részét 1945-től Kazahsztánban a karagandai nemzetközi hírhedt politikai lágerben, majd Komiföldön az intai munkatáborban töltötte le, mezőgazdasági, illetve lágeri belső munkásként.
1954. november 16-án történt szabadulása után polgári jogfosztottsága miatt hazatérését nem engedélyezték, így Intán különböző munkák vállalásából tartotta fenn magát.
1957. április 8-án került haza Kárpátaljára, miközben családja a fogság egész ideje alatt és azt követően is megbélyegzett, nyomorúságos életet élt. Megbélyegzése miatt a még fogsága előtt elkészült teológiai doktori disszertációját sem engedték megvédeni.
1957-től 1959-ig Beregszászban, politikai elítéltsége miatt, csak éjjeliőrként tudott dolgozni.
1959-től 1964-ig a beregszászi levéltárban több paptársával együtt latinistaként dolgozott.
1964-ben sikerült kitelepülnie Magyarországra. 1964-től 1982-ig a sátoraljaújhelyi Kazinczy Ferenc Állami Levéltárban dolgozott tudományos főmunkatársként. 1982-ben Máriapócson jubilálta 60. pappá szentelési évfordulóját. 1982-1986: kisegítő lelkész Dámócon.
1986. február 19-én szerény körülmények között halt meg Dámócon. Sírja a dámóci görögkatolikus templom sírkertjében található.
1991. április 17-én az Ukrán RSZR a „Politikai üldözöttek rehabilitálásáról” szóló törvények alapján rehabilitálásra került.

## Mécs László
Barátjával és szellemi társával, Mécs Lászlóval (premontrei rend papjával) és Lőrincz István plébánossal rendszeresen járták az egyházközösségeket és ott irodalmi kultúresteket tartottak, ahol a saját műveikből olvastak fel.
Mécs László "Az 1960-as években, már a pannonhalmi magányából is többször felkereste zempléni barátait, így 1967-ben Mondy Miklós író, költő barátját a sátoraljaújhelyi Levéltárban, ahol magam is találkoztam vele ...Ekkor tudtam meg, hogy az 1938-ban megjelent és az illusztrációban is közölt (van illusztráció a cikkhez) Élőket nézek Mondyéknál dedikált 780. számozott példányban, a 41. oldalon Gyermeksírás az éjszakában c. gyönyörű családi verset Mondy Miklós családjánál, a kárpátaljai Fancsikán eltöltött baráti találkozás idején az akkor még nyolctagú család adta élmények hatására írta. Több gyerek keresztapaságát is vállalta." írta Hőgye István, a Mécs Lászlóról szóló megemlékezésében.

## Beszélt nyelvek
Tökéletesen beszélt, olvasott és írt:
- latin nyelven,
- ógörög nyelven,
- angol nyelven,
- rutén nyelven,
- orosz nyelven.

## Irodalmi munkái
Nyomtatásban megjelent művei
- Krisztussal Krisztusért. Elbeszélések. Földesi Könyvnyomda., Užhorod, 1927. 127. o.
- A feltámadás varázsa. Cikk. IN: Máriapócsi Virágoskert 4.04. 1928, 73. p.
- Hrisztianszki opovidanja. Keresztény elbeszélések ruszin nyelven. Szt. Bazil-rend Nyomda, Ungvár, 1929
- Mária, oltalmunk. Tanulmány. IN: Máriapócsi Magosz Naptár 02.1. 1930, 97. o.
- Egy a szükséges. Vallásos elbeszélések. „Sajó-Vidék” Könyvnyomdavállalat. Rozsnyó, 1932. 124. o.
- Az anyós. Népszínmű, vígjáték három felvonásban. Szent Ágoston Társulat, Galánta, 1933. 47 p.
- Út a mennyországba. Elmélkedés. IN Kincseskönyv (III.) 1938. Komárom - Galánta
- Az üdvösség útja. Ruszinból szabadon fordítva. Szt. Bazil-rend Nyomda, Ungvár
- Dzvin opivnocsi. (’Éjféli harangszó’) Elbeszélések. „Kárpátaljai ukrán írok almanachja” – Almanach pidkarpatskich ukrajinskih pismennyikov – szerk. A. Voron és M. Hrapka, Szőlős, 1936
- Beszélnek a Kárpátok. Novellák. „Sajó-Vidék” Könyvkiadó vállalat. Rozsnyó, 1937. 239 p.
- Ne igyál!... Cikk. IN: Görögkatolikus Élet 3.10. 1939, 140. o.
- Ruszin hazafiság. Elbeszélés IN: Máriapócsi Magosz Naptár 12.1. 1940, 44. o.
- Máriapócs. IN: Máriapócsi Zarándok Naptár 1. 1942, 50. o.
- Egy vértanúhalált halt pap emlékezete - Dudinszky Nesztor. IN: Görögkatolikus Szemle 16.18. 1944, 2. o.
- A sátoraljaújhelyi régi megyeház építésének története. IN: Műemlékvédelem. Műemlékvédelmi és Építészettörténeti Szemle XI. évf. 1967. 4. sz. 224-227. o.
- Kéziratos térképek a területi állami levéltárakban: Kéziratos térképek a sátoraljaújhelyi "Kazinczy Ferenc" Állami Levéltárban, 12. kötet, Művelődésügyi Minisztérium, 1968 p. [1410]-1449.
- Kéziratos térképek a Miskolci Állami Levéltárban. (Levéltári Jegyzékek 1. Kéziratos térképek a területi állami levéltárakban VIII.) Budapest, 1968 (Kézirat)
- Zemplén megye székházának és levéltárának építéstörténete. IN: Borsod-Abaúj-Zemplén levéltári évkönyve, IV. évf. 1981. 4. sz. 101-109. o.

Kéziratos művei (jelentős részét letartoztatása során elkobozták)
- Dámóc község monográfiája
- Ugocsa népének ősi szokásai, foglalkozása
- Diák álom. Színmű három felvonásban
- Elbeszélések a vadászat köréből
- Háborús emlékek
- Istent énekelem. Költemények
- Előkészület a gyónásra
- Az anyós. Színmű ruszin nyelven
- Szentbeszédek az egyházi év minden napjára.
- Májusi szentbeszédek a hó minden napjára

## Kitüntetései
Eddig ismert kitüntetései:
- Gyorsírási versenyen aranyérmes oklevél
- 1940: Felvidéki Emlékérem
- 1942: Nemzetvédelmi Kereszt
- 1982: II. János Pál pápától kapott Vatikáni Pápai Oklevél pappá szentelésének 60. évfordulójára